# سبر (بارجة حربية)
البارجة الحربية سبر: وتعني الدرع باللغة العربية. هي سفينة إيرانية هجومية سريعة من طراز سينا قاذفة للصواريخ. تخدم في الأسطول الشمالي التابع لبحرية جمهورية إيران. والتي صُنِعَت على يد المتخصصين الإيرانيين في مؤسسة صناعات (الشهيد تمجيدي) للصناعات البحرية بوزارة الدفاع الإيرانية في ميناء أنزلي شمالي جمهورية إيران، وتحمل رمز الهيكل (P234). إنظمت هذه البارجة الحربية إلى أسطول الشمال التابع للقوة البحرية للجيش الإيراني عام 2017م. ومع إنضمام هذه البارجة الحربیة إلى أسطول الشمال، وصل عدد السفن الحربیة القاذفة للصواريخ الإیرانیة في بحر قزوین إلى 6 سفن. وتتميز بارجة سبر بالمناورة السريعة، والسرعة الفائقة، والمنظومة الصاروخية سطح – سطح، والأنظمة الدفاعية المضادة للجو والسطح. يُذكَر أن تقريراً أمريكياً صدر في 11 أيلول/ سبتمبر 2008م، أكد أن (معهد واشنطن لسياسة الشرق الأدنى) قال في تقرير له، إنه خلال العقدين الماضيين منذ فرض العراق الحرب على إيران، تفوقت الجمهورية الإسلامية في القدرات البحرية وأصبحت قادرة على شن حرب فريدة غير متكافئة ضد قوات بحرية أكبر. ووفقاً للتقرير، فقد تحولت البحرية الإيرانية إلى قوة ذات دوافع عالية، ومجهزة تجهيزاً جيداً، وممولة بشكل جيد، وتسيطر فعلياً على شريان حياة النفط في العالم، وهو مضيق هرمز.

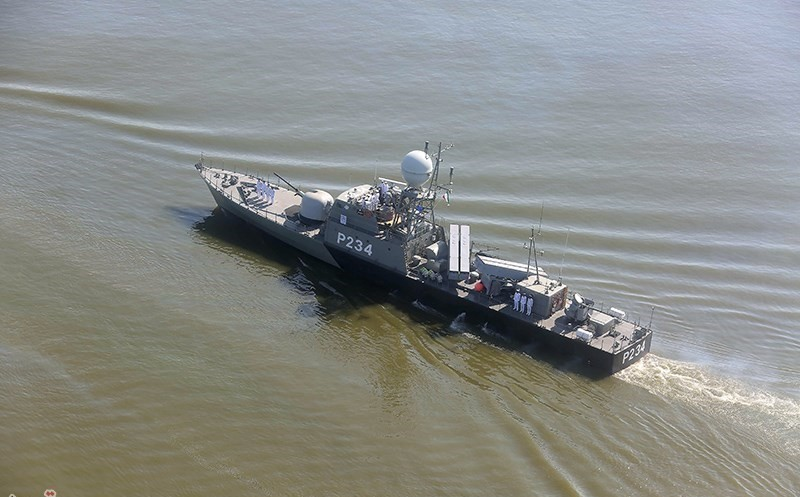
تسليم البارجة الصاروخية سبر إلى القوة البحرية للجيش الإيراني من قِبَل وزارة الدفاع الإيرانية عام 2017م

## الإنضمام للبحرية الإيرانية
في يوم الثلاثاء 5 أيلول/ سبتمبر عام 2017م، إنضمت بارجة سبر الراجمة للصواريخ إلى أسطول الشمال التابع للقوة البحرية للجيش الإيراني، وذلك بحضور وزير الدفاع العميد أمير حاتمي وقائد القوة البحرية للجيش الإيراني الأميرال حسن خانزادي. ومع إنضمام هذه البارجة الحربیة إلى أسطول الشمال، وصل عدد السفن الحربیة الإيرانية القاذفة للصواریخ الإیرانیة في بحر قزوین إلى 6 سفن. والسفن الإیرانیة قاذفة الصواریخ الموجودة في بحر قزوین حتى عام 2017م هي (حمزة ودرفش وبیکان وفرقاطة جوشن) والمدمرة قاذفة الصواریخ دماوند. وتُعتبَر السفینة الحربیة سبر، رابع سفینة حربیة إيرانیة من فئة سینا في بحر قزوین. وقال الأميرال أحمد رضا باقري، قائد أسطول الشمال للقوة البحرية للجيش الإيراني في تصريح له، ان بارجة سبر هي الرابعة من نوعها من البوارج من صنف (بيكان) والتي صُنِعَت على يد المتخصصين في مؤسسة صناعات (الشهيد تمجيدي) البحرية في ميناء أنزلي شمالي جمهورية إيران.

## المواصفات
تتصف البارجة العسكرية سبر بأنها مركبة هجومية سريعة إيرانية من طراز سينا. يبلغ طول هذه البارجة 47 متراً. وارتفاعها 3 أمتار و90 سنتيمتراً، كما تبلغ سرعتها القصوى 35 عقدة بحرية. وهي مجهزة بأنواع الأسلحة المتطورة إيرانية الصنع، كالمدافع والصواريخ والرادارات.

## صناعة البارجة
في عام 2016م، أعلن قائد أسطول الشمال التابع للقوة البحرية الإيرانية الأميرال افشين رضائي حداد ان جمهورية إيران تعمل حالياً على تصنيع أحدث سفينة راجمة للصواريخ تابعة للجيش، بحسب ما نقلت وكالة أنباء فارس في 6 كانون الأول/ ديسمبر 2016م. وأكد الأميرال رضائي حداد إن أحدث سفينة راجمة للصواريخ تابعة للجيش في شمال البلاد تمضي الآن آخر مراحل تصنيعها تحت عنوان (مشروع سينا 4). وأن هذه السفينة الراجمة للصواريخ هي الآن قيد التصنيع من قِبَل مؤسسة (الشهيد تمجيدي) للصناعات البحرية في وزارة الدفاع الإيرانية وسيتم خلال إحتفالات عشرة الفجر ذكرى إنتصار الثورة الإسلامية والتي تبدأ من (1- 11 شباط/ فبراير 2016م) تدشين إحدى مراحلها. وأوضح الأميرال رضائي حداد أن هذه السفينة الحربية هي أكثر تطوراً من النماذج الثلاثة الأخرى من فئة سينا. وتم رفع مستوى كفاءتها فضلاً عن معالجة العديد من نواقص سابقاتها. وصرح قائد أسطول الشمال بأن فترة تصنيع هذه السفينة الحربية أقصر بكثير من سابقاتها، وأن قدراتها القتالية كسابقاتها من فئة سينا. وقال، إن سفينة راجمة الصواريخ (سينا 4) سيتم تدشينها بإسم سبر. يُذكَر ان عملية صنع البارجة العسكرية الإيرانية سبر، استغرقت عامين ونصف العام. وتُعتبَر من أحدث البوارج من حيث أجهزة الإتصالات ومنظومة الأسلحة.

## تسليح البارجة
تتسلح بارجة سبر القاذفة للصواريخ إيرانية الصنع، بمجموعة مختلفة من الصواريخ والمدافع المتطورة والرادارات وهذه أهمها:
- منظومات الصواريخ إيرانية الصنع وبمديات مختلفة.
- تنصيب مدافع أرض-أرض وأرض-جو مزدوجة الغرض تم تصنيعها من قِبَل الصناعات الإيرانية ووزارة الدفاع الإيرانية من عيار 76 مليمتر، و40 مليمتر.
- رادارات لتوجيه إطلاق النيران، مع إمكانية تعقب الطائرات المقاتلة وصواريخ كروز.[8][9]
- تنصيب مدفع فجر إيراني الصنع. فقد تم تنصيب مدفع فجر-27 عيار 76 ملم على البارجة سبر. وهو أحد أكثر المدافع البحرية تطوراً في العالم، فهو من الأسلحة الأوتوماتيكية الذكية ذات الإستخدامين إيراني الصنع.[14][15] والقادر على ضرب أهداف جوية وبحرية في الوقت نفسه، حيث يتميز بكثافة النيران بمعدل إطلاق النار 120 أطلاقة في الدقيقة الواحدة.[16] وتُعتبَر جمهورية إيران ثالث دولة في العالم تصنع هذا المدفع المتطور بعد كلٌ من الولايات المتحدة الأمريكية وإيطاليا اللتان تمتلكان تكنولوجيا صنع مثل هذه المدافع. وقد استغرق العمل عليه من قِبَل المهندسين والخبراء الإيرانيون مدة 6 سنوات. وتم تدشين الخط الإنتاجي لمدفع فجر - 27 سنة 2006م بوزارة الدفاع الإيرانية.[17] ويبلغ مدى المدفع 17 كيلومتر.[5] وهو قادر على إستهداف وتدمير البوارج والزوارق السريعة وقطع البحرية التابعة للعدو إضافةً إلى الأهداف الجوية والصواريخ التي تُطلَق صوب الأهداف البحرية على إرتفاع (23 ألف قدم) فوق سطح البحر.[18]

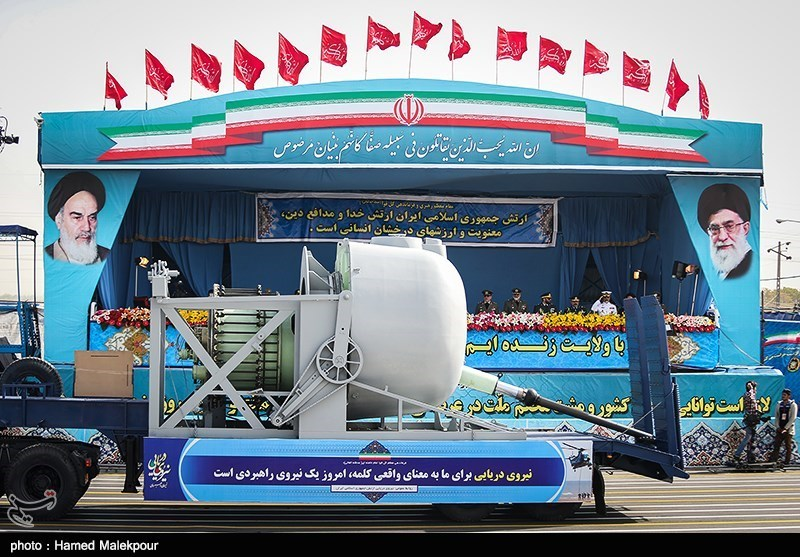
مدفع فجر 27 الإيراني

## تنصيب قاذفة صواريخ كروز الرباعية على بارجة سبر عام 2022
في عام 2022م، تم تجهيز البارجة سبر القاذفة للصواريخ بقاذفتي صواريخ كروز رباعيتين. زادت قدرة القاذفة على إطلاق ثمانية صواريخ كروز مضادة للأهداف السطحية. وجعلت من بارجة سبر أول سفينة إيرانية مجهزة بهذه القدرة. وقد استُخدِمَت قاذفة صواريخ كروز الرباعية لأول مرة فوق قاذفة صواريخ بارجة سبر خلال مناورات بحرية بعنوان (الأمن المستدام 1401)، والتي إنطلقت ببحر قزوين في جمهورية إيران عام 2022م. حيث أن القاذفة المستخدمة في هذه البارجة تشبه القاذفات السابقة الموجودة في التنظيم القتالي للبحرية الإيرانية. ويمكن تثبيت هذه القاذفة على سفن أخرى في التنظيم القتالي للجيش والحرس الثوري الإيراني. وبالنظر إلى ضعف السفن الإيرانية في القوة الهجومية، يمكن أن تضاعف هذه الترقية القوة الهجومية للسفن الإيرانية مثل كلاس ألوند وموج. ولتوصيل هذا العدد من القاذفات، من الضروري تعزيز قاعدة الدعم. ولتعزيز قاعدة الدعم، يجب زيادة إتصالات القاذف بالقاعدة. ولكن يجب أيضاً تعزيز القاذف لتحمل وزن القاذفات العلوية، مما زاد من تحمل هيكل القاذفة عن طريق إضافة أحزمة عند النقاط الثلاث للبداية والنهاية والوسط. والصاروخ المستخدم في هذا النوع من القاذفات غير معروف، ولكن جميع الصواريخ في التنظيم القتالي يمكنها إستخدام هذه القاذفات إذا لم يكن هناك حد للوزن.

## مهمات خارجية
أوكلت جمهورية إيران سنة 2019م، مهمة بحرية إلى بارجتها العسكرية سبر، بإرسالها مع قِطَع بحرية أخرى إلى دولة كازاخستان. فقد رست مجموعة بحرية تابعة للجيش الإيراني يوم الأربعاء 24 نيسان/ أبريل 2019م، في ميناء أكتاو الكازاخي بهدف تعزيز العلاقات الدولية. وأفادت وكالة تسنيم الدولية للأنباء بأن مجموعة بحرية تابعة للجيش الإيراني تضم السفينة الراجمة للصواريخ سبر والفرقاطة جوشن رست اليوم الأربعاء، في ميناء أكتاو الكازاخي بهدف تعزيز العلاقات الدولية. وأقيمت مراسم إستقبال رسمية لمجموعة الصداقة التابعة للجيش الإيراني، بحضور كبار قادة البحرية الكازاخية والسفير الإيراني والملحق العسكري الإيراني في كازاخستان. يُذكَر أن أسطول الشمال التابع للجيش الإيراني في ميناء أنزلي أوفد 9 مجموعات إلى الدول المطلة على بحر قزوين وهذه المرة الثانية التي يوفد إليها مجموعة بحرية إلى كازاخستان.

## معرض الصور

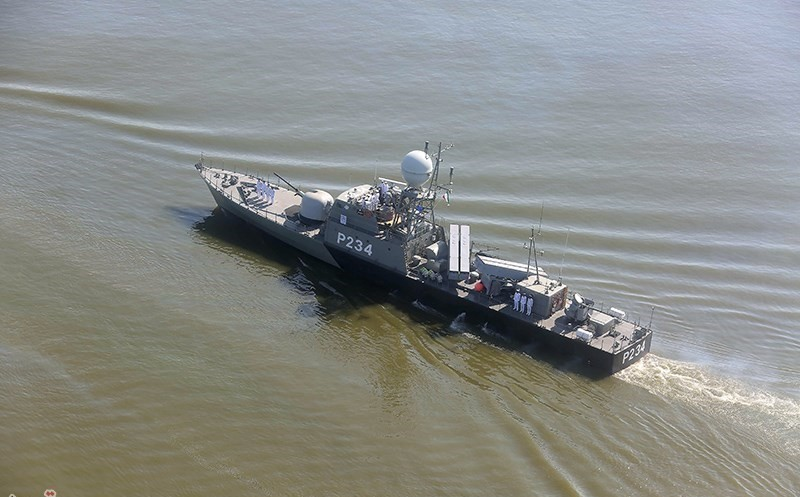
تسليم البارجة الصاروخية سبر إلى القوة البحرية للجيش الإيراني من قِبَل وزارة الدفاع الإيرانية عام 2017م

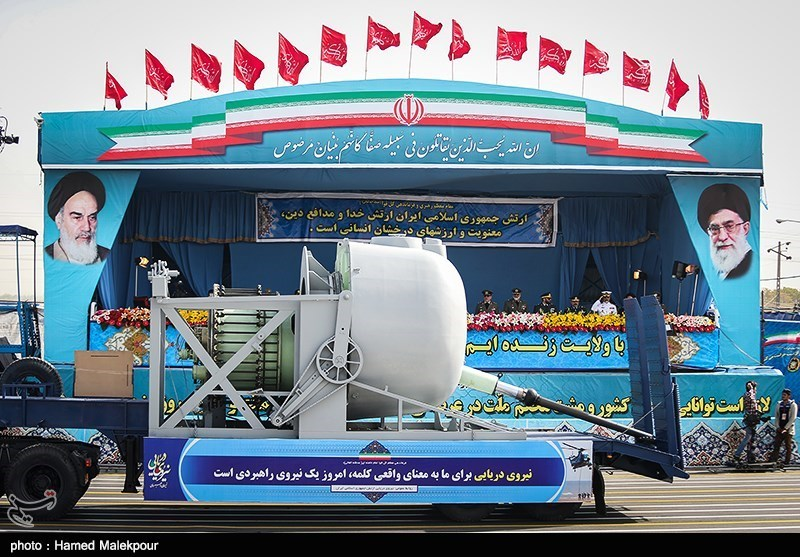
مدفع فجر 27 الإيراني

## ردود أفعال
إيران
وزير الدفاع الإيراني:
قال وزير الدفاع الإيراني العميد أمير حاتمي يوم السبت/ 2 ديسمبر عام 2017م، إنه سيتم خلال الأسبوع القادم تسليم بارجة سبر (Separ)، وهي من صنف بيكان إلى القوة البحرية الإيرانية. وأضاف العميد حاتمي على هامش إجتماع مجلس الوزراء في تصريح للمراسلين أنه وبغية تقوية البحرية الإيرانية سيتم تزويد القوة البحرية ببارجة سبر من صنف بيكان. والتي هي من صنع مؤسسة الصناعات البحرية التابعة لوزارة الدفاع. وحول إجراءات وزارة الدفاع الإيرانية في مجال صنع غواصة "فاتح"، قال العميد حاتمي إن صنع هذه الغواصة يمضي مراحله النهائية.
قائد القوات البحرية في الجيش الإيراني:
كشف قائد القوات البحرية في الجيش الإيراني، حسين خانزادي يوم الجمعة 1/ ديسمبر عام 2017م، عن إجراء عسكري جديد، تعتزم طهران تنفيذه الأسبوع المقبل. وصرح الأدميرال خانزادي، في كلمة ألقاها يوم الجمعة بمناسبة اليوم الوطني للقوات البحرية التابعة للجيش الإيراني، أنه سيجري تعويم بارجة سبر القاذفة للصواريخ في بحر قزوين شمالي إيران، لافتاً إلى أن هذه البارجة تمثل اقتدار الجمهورية الإسلامية في البحار، وفقاً لما أفادت به وكالة مهر للأنباء. وأشار القائد العسكري إلى إستمرار قوات البحرية الإيرانية في نهجها بانسجام وعبر مخططات دقيقة نحو الإكتفاء الذاتي. مضيفاً أن العدو كان يظن أنه يستطيع إيقاف إيران بالعقوبات القاسية، لكن قوة البحرية الإيرانية تمكنت من صناعة بارجة (جماران ودماوند) وغيرها من السفن. وأضاف أنه نظراً لمخاطر القرصنة نشرت القوات البحرية نحو 50 أسطولاً حربياً صغيراً من أجل الحفاظ على السفن التجارية من المخاطر التي قد تواجهها في المعابر البحرية وخطوط المواصلات التجارية من خليج عدن حتى مضيق باب المندب وقناة السويس حتى غربي وشمالي المحيط الهندي.
وكالة تسنيم الدولية للأنباء:
أفادت وكالة تسنيم الدولية للأنباء، ان الأميرال حبيب الله سياري، وخلال استقباله الأسطول الإيراني الذي شارك في بطولة الألعاب العسكرية بروسيا، أعلن عن إلحاق سفينة سبر القاذفة للصواريخ إلى أسطول الشمال التابع للقوة البحرية الإيرانية قريباً.

## مواضيع ذات صلة
- معدات القوات المسلحة الإيرانية
- دماوند (فرقاطة)
- فرقاطة نوع ألوند